# La Vuelta femenina
La Vuelta femenina (anteriorment coneguda com La Ceratizit Challenge by La Vuelta entre 2020 i 2022 i La Madrid Challenge by La Vuelta abans del 2020) és una competició ciclista femenina per etapes que es disputa anualment a Espanya que, des del 2016, és una de les proves de l'UCI Women's WorldTour. A partir de 2023, quan va endurir significativament el seu recorregut, se la considera una de les tres Grans Voltes de ciclisme.
Creada el 2015, inicialment fou una prova d'una sola etapa que es disputava coincidint amb l'última etapa de la Volta a Espanya masculina; però, des de 2018, es va convertir en una competició per etapes. Així doncs, aquell any i el següent, es va celebrar una contrarellotge per equips abans de l'etapa pel circuit madrileny i, a partir de 2020, coincidint amb el canvi de nom a Ceratizit Challenge by La Vuelta i amb la disputa d'etapes més enllà de la Comunitat de Madrid, s'incrementà una etapa per temporada, de tal manera que el 2020 n'hi va haver 3, el 2021, 4, i el 2022, 5.
L'edició de 2023 canvià de dates i de nom -passant a anomenar-se La Vuelta femenina- i deixà de replicar la prova masculina, ja que se celebrà el mes de maig i tingué dues etapes més, arribant a les 7. La vencedora d'aquesta edició fou l'holandesa Annemiek van Vleuten qui, amb la seva tercera victòria consecutiva, esdevenia la ciclista més galardonada en aquesta prova.

## Palmarès
| Any  | Vencedora            | Segona               | Tercera              |
| ---- | -------------------- | -------------------- | -------------------- |
| 2015 | Shelley Olds         | Giorgia Bronzini     | Kirsten Wild         |
| 2016 | Jolien D'Hoore       | Chloe Hosking        | Marta Bastianelli    |
| 2017 | Jolien D'Hoore       | Coryn Rivera         | Roxane Fournier      |
| 2018 | Ellen van Dijk       | Coryn Rivera         | Audrey Cordon-Ragot  |
| 2019 | Lisa Brennauer       | Lucinda Brand        | Pernille Mathiesen   |
| 2020 | Lisa Brennauer       | Elisa Longo Borghini | Lorena Wiebes        |
| 2021 | Annemiek van Vleuten | Marlen Reusser       | Elise Chabbey        |
| 2022 | Annemiek van Vleuten | Elisa Longo Borghini | Demi Vollering       |
| 2023 | Annemiek van Vleuten | Demi Vollering       | Gaia Realini         |
| 2024 | Demi Vollering       | Riejanne Markus      | Elisa Longo Borghini |
| 2025 |                      |                      |                      |
| 2026 |                      |                      |                      |